# Revitalisierung (Ethnologie)

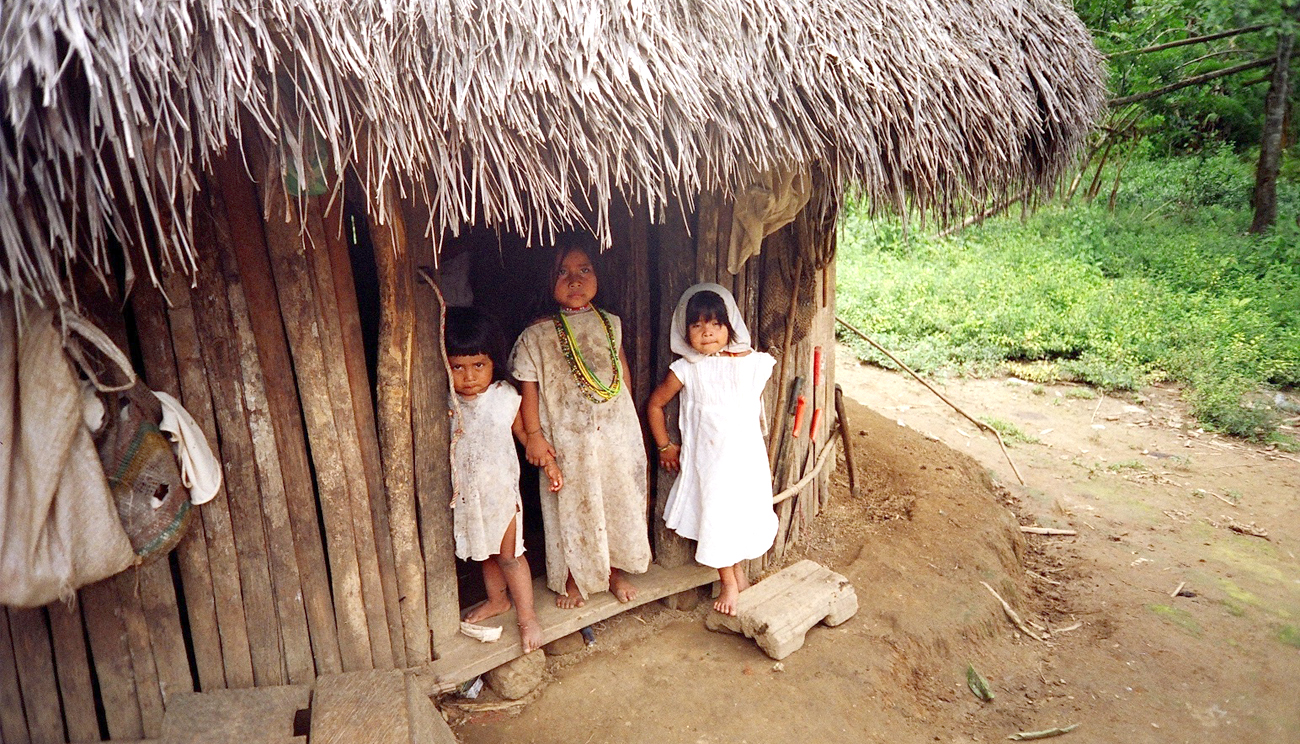
Armut als Folge der Modernisierung führt in vielen Kulturen zur Rückbesinnung auf die eigenen Traditionen

Revitalisierung ist ein Sammelbegriff aus der Ethnologie für die Wiederbelebung bestimmter Traditionen und/oder Wertvorstellungen in Gesellschaften, die negative Erfahrungen mit der Modernisierung gemacht haben – sprich: mit der zunehmenden kulturellen Angleichung bis hin zur Assimilation in die dominante moderne Weltgesellschaft.
Solche Entwicklungen können durch kolonialen Druck, Machtverlust, Unterdrückung, Marginalisierung oder existentielle wirtschaftliche Nöte ausgelöst werden. Der kulturelle Wandel wird reflektiert und die Werte der modernen Kultur werden in Frage gestellt. Revitalisierung reagiert auf den Wandel, gibt ihm eine neue Richtung und treibt ihn gleichzeitig an.
Revitalisierungsbewegungen können sich
- auf religiöse Vorstellungen beziehen (→ Rituelle Revitalisierung)
- auf die Rückkehr zu traditionellen Kulturelementen (→ Retraditionalisierung)
- oder in der umfassenden „innovativen Neuerfindung“ der Tradition (→ Re‑Indigenisierung)
- und sie liegen in einem Spannungsfeld von der passiv-friedlichen Vermarktung der Folklore (→ Folklorisierung)
- bis hin zur „aggressiv-irrationalen“ Widerstands-Ideologie (→ Traditionalismus).[3]

Die genannten Begrifflichkeiten werden allerdings nicht immer klar voneinander unterschieden.
Häufig wird Revitalisierung bei indigenen Gemeinschaften rund um den Globus beschrieben, kommt jedoch ebenso bei Nationen vor, die sich von der westlichen Kultur abgrenzen möchten.

## Rituelle Revitalisierung

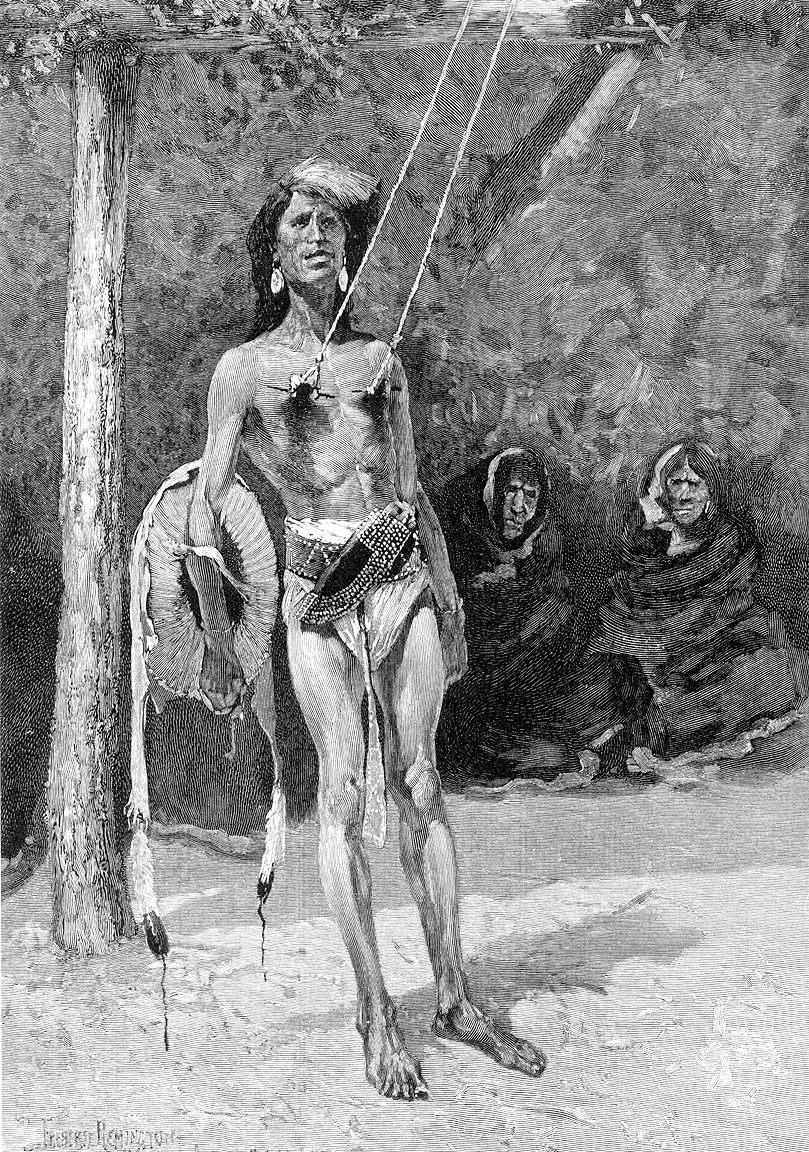
Sonnentanz bei den Blackfeet 1890. Heute revitalisiert und nicht mehr für Außenstehende zugelassen

In der Regel sind traditionelle Kulturen eher „kalte Gesellschaften“, das heißt, ihre Mitglieder identifizieren sich durch gemeinsame Wertvorstellungen, Mythen, Riten und ihr kulturelles Erbe intensiv mit ihrer Gemeinschaft. Der Kontakt mit der modernen Welt führt demgegenüber zu einer zunehmenden Individualisierung der Menschen. Dies wiederum hat häufig eine Spaltung der Gesellschaft in „Modernisten“ und „Traditionalisten“ zur Folge. Während die Modernisten alles Neue annehmen und auf verschiedene Weise in ihre Kultur integrieren, lehnen die Traditionalisten es ab und wenden sich stattdessen bewusst den überlieferten Strukturen zu. Dies gilt in diesem Fall weniger für die Übernahme neuer Alltagsgegenstände oder wirtschaftlicher Praktiken, sondern vielmehr für weltanschauliche Dinge. Macht die Gruppe dann negative Erfahrungen mit der dominanten Kultur, kann von den Traditionalisten eine rituelle Revitalisierung ausgehen – eine Rückkehr zu den rituellen Praktiken und Glaubensvorstellungen der Vorfahren, verbunden mit einer Heilserwartung auf eine bessere Zukunft.
In der Vergangenheit entstanden so zum Beispiel die Cargo-Kulte Melanesiens (Riten zur Wiederkehr der Ahnen, jedoch „beladen“ mit westlichen Waren) und verschiedene Krisenkulte, wie zum Beispiel die indianische Geistertanz-Bewegung (Beschwörung der Geister für die Rückkehr der Büffel und das Verschwinden der Weißen).
Seit der Auflösung der Sowjetunion kann man bei den Tuwinern im Altai eine Revitalisierung des klassischen Schamanismus beobachten: Die Schamanen werden heute nicht mehr denunziert oder verfolgt und das große Interesse des Westens an indigener Spiritualität führt zu einer erneuten Anerkennung der Geisterbeschwörer und Heiler, die traditionell eine bedeutende Rolle als „rituelle Bewahrer und Beschützer“ in den sibirischen Kulturen spielten.
Die Rückkehr zu überlieferten Riten unter Ausschluss Fremder, wie es beim Sonnentanz der Prärieindianer der Fall ist, belegt die tiefe Überzeugung solcherart Revitalisierungen. Gerade in Nordamerika ist der Versuch, alte religiöse Praktiken neu zu beleben eine fundamentalistische Bestrebung, die zerstörte Ethnizität rückgängig zu machen, beziehungsweise eine neue übergreifende Identität (→ Panindianismus) zu schaffen. Dazu gehört auch die „Mother Earth-Philosophie“, die heute von vielen Indianern als traditionelle Vorstellung betrachtet wird, obwohl dies nicht korrekt ist.
Revitalisierte Spiritualität ist heute jedoch sehr häufig von der esoterischen Szene (Neopaganismus, Neoschamanismus) beeinflusst: Echte Schamanen – anfangs insbesondere aus Sibirien und Nordamerika – haben das neue Interesse der westlichen Welt genutzt, um ihr traditionelles Wissen zu sichern und zu verbreiten. Der Dialog mit der Esoterik hat jedoch in vielen Fällen dazu geführt, die Überlieferungen den Wünschen der Anhänger anzupassen, fremde Ideen mit aufzunehmen und in einen offenen Dialog mit anderen Kulturen zu treten. Es gibt dafür Beispiele aus allen Kontinenten. Kritiker geben zu bedenken, dass die vielfach von Wunschdenken, Konsum und modernem Lebensstil geprägte Methodik die ganzheitlich-traditionellen Zusammenhänge zerstört und statt zur Erneuerung der rituellen Traditionen zu synthetischen und unauthentischen Weltanschauungen führe, die kaum noch auf ihre indigenen Wurzeln beruhen.

## Retraditionalisierung

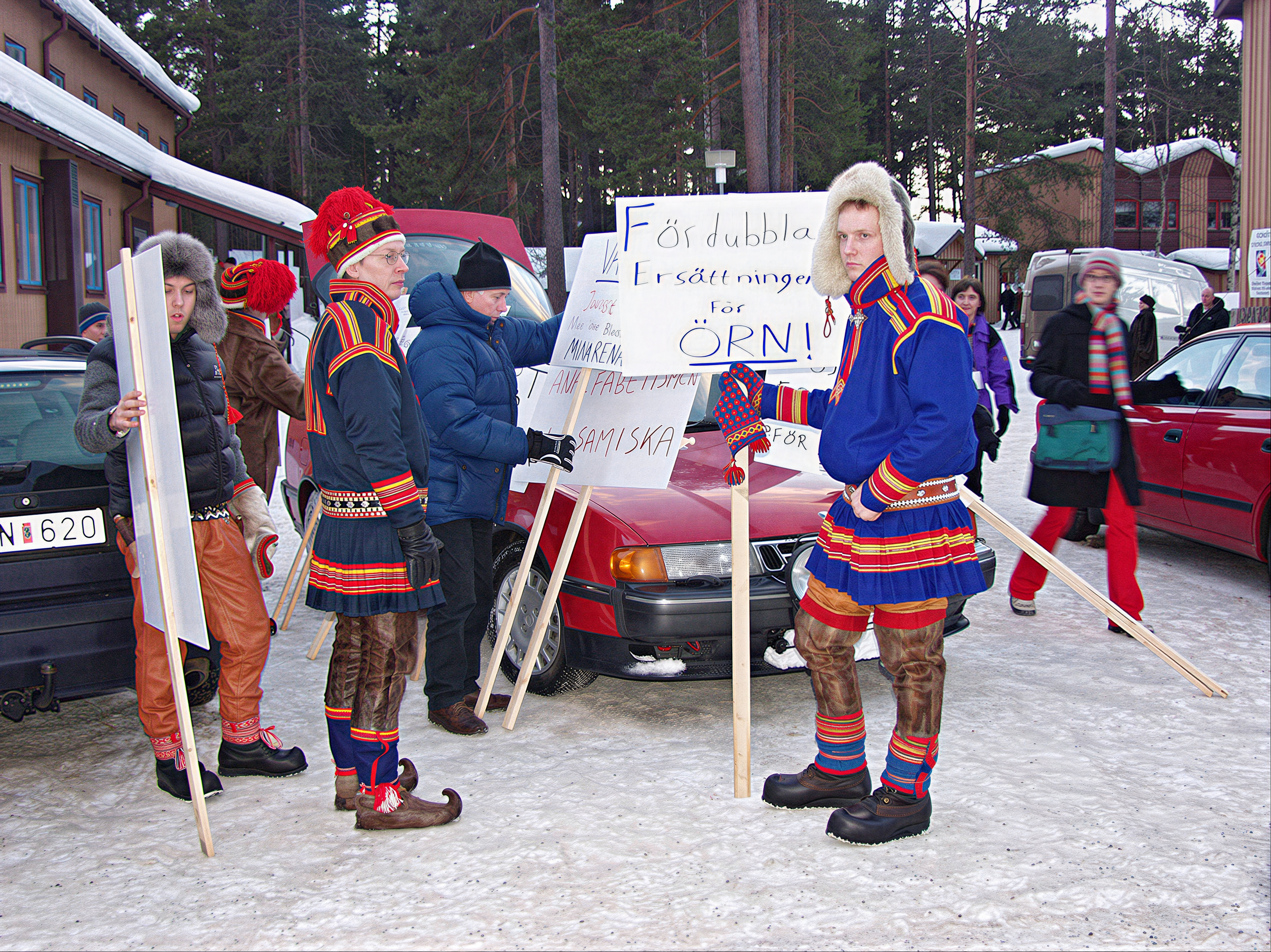
Auftritt schwedischer Sámi in traditionellen Trachten als Blickfang für ihre politische Botschaft

Wenn Gesellschaften bestimmte Teile ihrer überlieferten Lebensweise reaktivieren und erneut in den Alltag integrieren, spricht man gemeinhin von Retraditionalisierung. Das kann sich auf die Wiederbelebung einzelner Folklore-Aspekte beziehen oder auf die existentielle Rückkehr zu traditionellen Wirtschaftsweisen.
Retraditionalisierungen sind häufig nicht mit einer wieder erstarkenden Ethnizität verbunden.
In modernen Gesellschaften wird auch der Rückgriff auf eine traditionelle Geschlechterrollenzuschreibung bzw. auf das traditionelle bürgerliche Familienmodell als Retraditionalisierung der Geschlechterrollen bzw. der Arbeitsteilung bezeichnet.

### Rückkehr zu traditionellen Wirtschaftsweisen

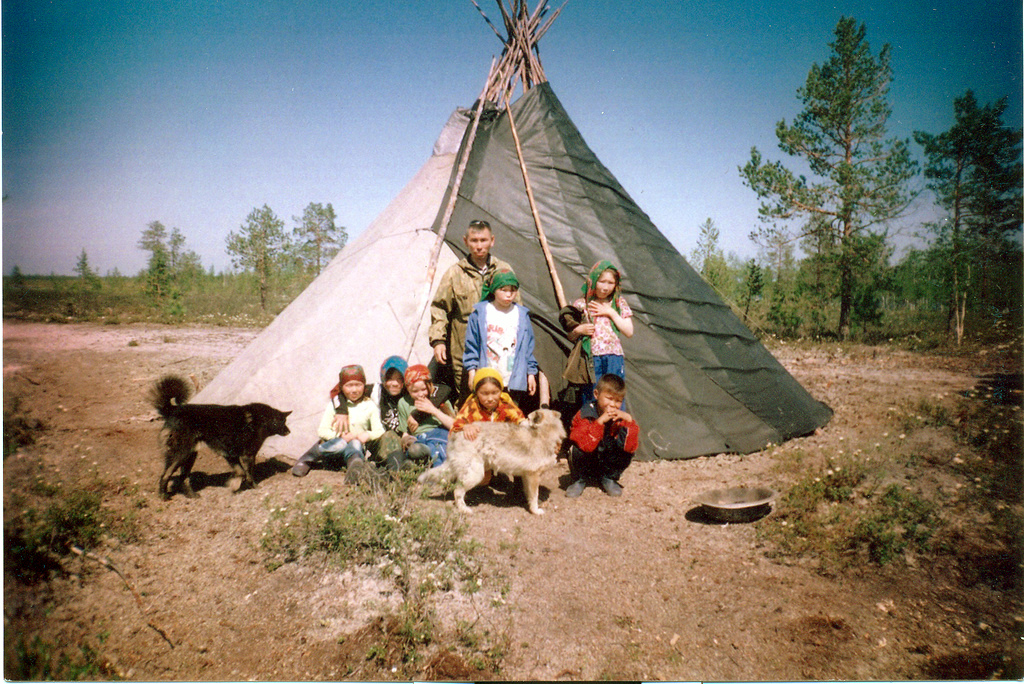
Seit Auflösung der Sowjetunion sind einige Gruppen der indigenen Völker Sibiriens zum nomadischen Leben als Jäger oder Rentierhirten zurückgekehrt.

In Regionen, die noch genügend große und intakte Wildnisgebiete aufweisen, kommt es zur Wiederaufnahme der althergebrachten Subsistenzformen, wenn die moderne wirtschaftliche Basis zusammenbricht oder wenn die Abhängigkeit von staatlichen Unterstützungszahlungen verringert werden soll. Freilich werden dabei zum Teil moderne Hilfsmittel (Schusswaffen, Motorfahrzeuge, Mobiltelefone usw.) eingesetzt.
Ein Beispiel für die notgedrungene Retraditionalisierung der traditionellen Subsistenzwirtschaft sind die kleinen indigenen Völker Russlands: Nach dem Zusammenbruch der Sowjetunion kam es zu einer drastischen Verschlechterung ihrer wirtschaftlichen Situation. Plötzlich waren die vormals in Rentier-Kolchosen oder Jagdgenossenschaften (zwangs)organisierten Menschen auf sich allein gestellt und den Prinzipien des freien Marktes ausgesetzt. Um der einsetzenden Not zu entgehen, besannen sich viele indigene Sibirier auf ihre frühere Lebensweise außerhalb der Geldwirtschaft.
Einige Aborigine-Gruppen der abgelegenen Outstations West- und Nord-Australiens ernähren sich seit der Klärung ihrer Landrechte in den 1970er Jahren wieder teilweise (5 bis 50 %) von Bush Food. Tiere (neben einheimischen Arten auch verwilderte Katzen) werden sowohl mit traditionellen Methoden (z. B. Speere, Feuer) als auch mit Gewehren und Autos gejagt. Auf diese Weise verringern die Menschen ihre Abhängigkeit von staatlicher Unterstützung.

### Wiederbelegung der Folklore

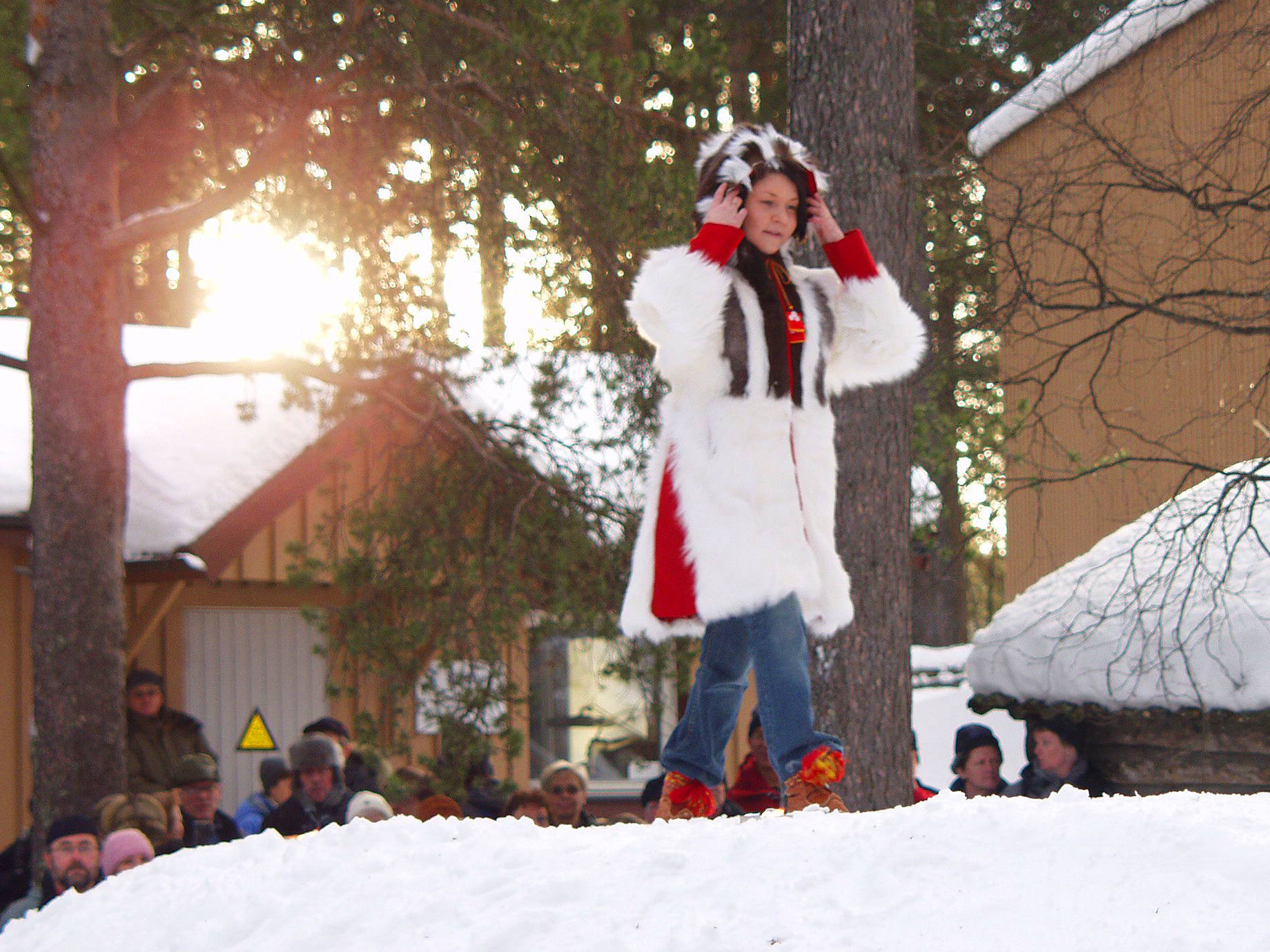
Modenschau samischer Designer, die traditionelle und moderne Elemente verbinden

Die Folklore einer Ethnie ist die Summe ihrer Materialkultur, der Bräuche, Sitten, Musik und Kunst sowie der Kulte und Riten (in dieser Form der Revitalisierung allerdings ohne Bezug zu ihrem weltanschaulichen Hintergrund).
Häufig ist die Folklore „der letzte überlebende Ausdruck“ der Ethnizität einer Kultur und der Identifizierung des Einzelnen mit der ursprünglichen Gemeinschaft. Erfahren solche kulturellen Ausdrucksweisen eine Wiederbelebung und eine zunehmende Akzeptanz auch bei den Jüngeren, sind sie als Retraditionalisierung zu werten. Das wird einerseits bewusst gegenüber der Öffentlichkeit eingesetzt – etwa als strategisches Mittel, um auf Missstände aufmerksam zu machen oder um die erstarkte ethnische Identität zur Schau zu stellen. Andererseits handelt es sich um die Bewahrung beziehungsweise Reaktivierung vormaliger sozialer Strukturen innerhalb der Gesellschaft – wie zum Beispiel die Powwow-Veranstaltungen nordamerikanischer Indianer. Dabei ist zu beachten, dass die folkloristischen Elemente durchaus nicht nur den historischen Vorgaben entsprechen, sondern oftmals einem deutlichen Wandel unterliegen. So mischen sich bei den Powwow-Tänzern Merkmale verschiedenster Stämme und die Kostüme sind verändert, farbenfroher und aufwändiger als früher. Ein weiteres Beispiel sind samische Modedesigner aus Schweden, die versuchen, Kleidungsstücke zu etablieren, die traditionelle und moderne Elemente miteinander verbinden.
Die Wiederbelegung der Folklore darf nicht mit der sogenannten „Folklorisierung“ verwechselt werden, bei der ganz andere Beweggründe vorliegen.

#### Folklorisierung
Die schwächste Form der Retraditionalisierung ist die Folklorisierung: die reine Vermarktung von Kulturgütern oder der politisch motivierte Einsatz folkloristischer Elemente, sofern sie aus dem traditionellen Bedeutungszusammenhang gelöst wurden und nur noch den genannten Interessen dienen. Das sind etwa schamanistische Zeremonien für Touristen in Lappland (der Schamanismus ist dort seit dem 19. Jahrhundert erloschen) oder der Handel mit Kunsthandwerk nach den Vorstellungen der Käufer (indianische Traumfänger mit Metallring statt eines Zweiges, Armbänder mit indigenen Mustern und aus Naturmaterialien Südamerikas oder afrikanische Masken).
Auch die Übernahme von Folklore-Elementen aus fremden Kulturen, die als Klischees der westlichen Welt mit einer angeblich homogenen Kultur assoziiert werden, fallen unter die Bezeichnung Folklorisierung. Dieses Phänomen findet man etwa bei nordamerikanischen Indianern, die die traditionelle Ausrüstung der Präriestämme verwenden, um dem westlichen Bild des Indianers zu entsprechen, obwohl diese Kleidung in ihrer eigenen Kultur gar nicht vorkommt.
Die Beurteilung, ob es sich um eine „echte Wiederbelebung der Folklore“ oder nur um eine oberflächliche „Folklorisierung“ handelt, ist oftmals schwierig. Entscheidend sind die Beweggründe: Spielt die Folklore neben ihrem kommerziellen oder politischen Einsatz noch eine andere Rolle in der Kultur? Ist sie noch Teil der gelebten, identitätsstiftenden Kultur, der Riten und anderer Ausdrucksweisen? Dann ist es nicht bloß Folklorisierung.

## Re-Indigenisierung

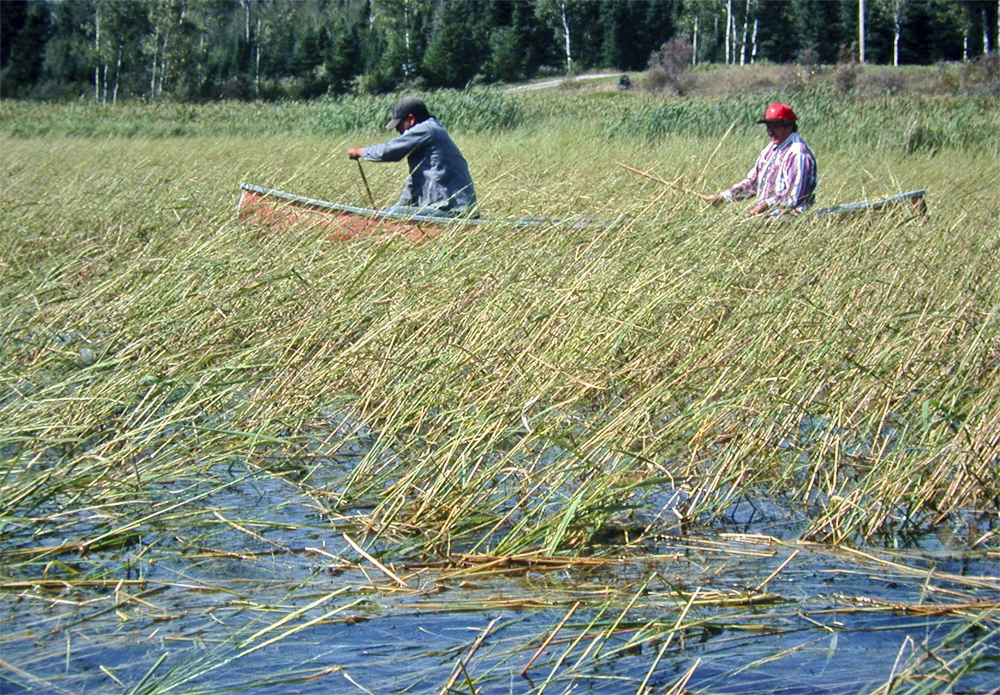
Traditionelle Wildreisernte bei kanadischen Ojibwa. Die Ernte wird vermarktet und u. a. nach Deutschland exportiert.

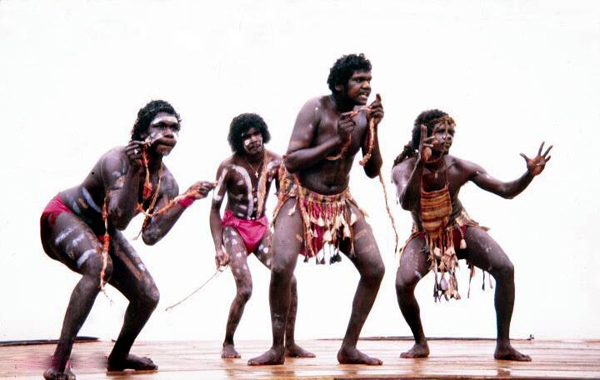
Auch die Anerkennung indigener Kulturelemente durch die Weltöffentlichkeit – wie z. B. ein Musik- oder Kunststil – kann eine Re‑Indigenisierung fördern

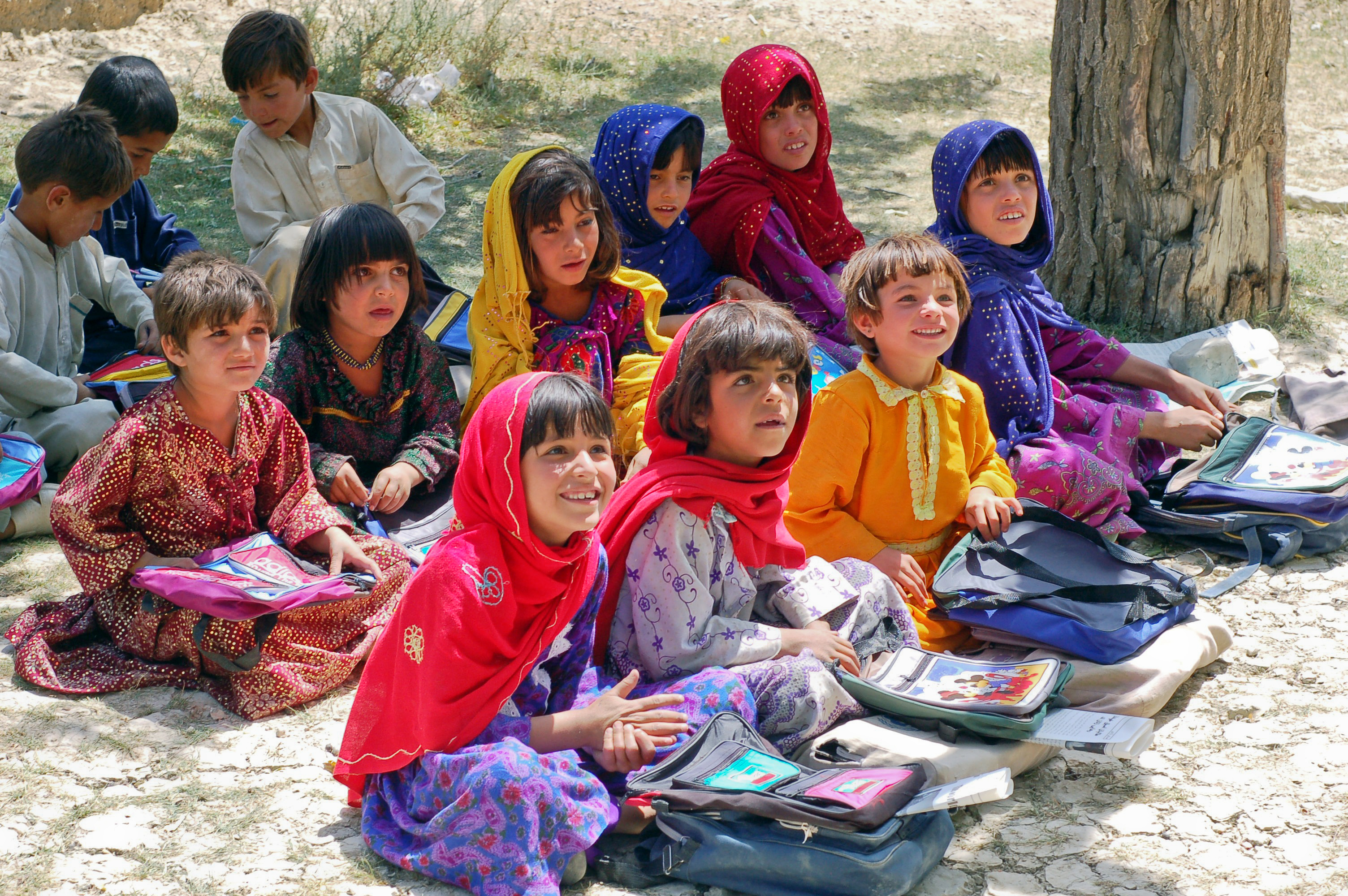
Sowohl Re‑Indigensierung als auch Traditionalismus gehen von bestimmten Gruppierungen innerhalb einer Ethnie aus. Die Vermittlung der Werte erfolgt organisiert, beispielsweise über die Schulbildung

Die Gegenbewegung zur vollkommenen Assimilierung einer Ethnie in die moderne Gesellschaft – sprich: Identifikation mit der modernen Kultur, jedoch häufig sozial „entwurzelt“ und mit marginalisiertem Lebensstil. Muttersprache und traditionelle Mythen und Rituale verschwinden zunehmend und werden nur noch als fragmentarische, historische Erzählungen weitergegeben. Traditionelle Subsistenzweisen verlieren ihre existentielle Bedeutung – wird mit dem Begriff Indigenisierung bezeichnet.
Indigenisierung bedeutet, auf die Konfrontation mit einer anderen Kultur innovativ zu reagieren: Das Ziel ist die Bewahrung und Stärkung der kulturellen Identität im Rahmen einer authentischen Neu-Konstruktion und Vermittlung eigener oder fremder Kulturelemente jeglicher Art zu einer „modifizierten Tradition“. In diesem Sinne ist jeder Indigenisierungsprozess keine Tradierung, sondern eine selbst gewählte Form der Modernisierung.
Ist eine Kultur bereits weitgehend assimiliert, kann Unzufriedenheit, Armut, Rassismus und Frustration zu einer Re‑Indigenisierung führen: zu einer Wiederbelebung traditioneller Elemente in der (übernommenen) modernen Kultur im Rahmen eines allgemeinen Wiedererstarkens der ethnischen Identität. Der Begriff „Indigenisierung“ wird häufig synonym für „Re‑Indigenisierung“ verwendet, wenn aus dem Kontext erkennbar ist, um was es sich genau handelt.
In der Regel benötigen solche Entwicklungen politische und soziale Rahmenbedingungen, die eine Indigenisierung/Re‑Indigenisierung zulassen. Dazu gehört die Vertretung indigener Völker und ihrer Rechte bei den Vereinten Nationen (Ständiges Forum für indigene Angelegenheiten, UN-Arbeitsgruppe über Indigene Bevölkerungen usw.), die Erlangung territorialer Selbstbestimmung in autonomen Regionen (z. B. Nunavut, Grönland) und Staaten (z. B. Bolivien, Simbabwe) oder auch die Anerkennung ihrer Kulturen durch die Weltöffentlichkeit sowie die Idee des Multikulturalismus. Nach Samuel P. Huntington ist Indigenisierung/Re‑Indigenisierung ein Prozess der Identitätsstiftung, der immer eine Kombination aus ethnischer Kultur, Macht und politischer Institutionalisierung beinhaltet.
Re‑Indigenisierung ist daher im Gegensatz zu anderen Formen der Revitalisierung immer gezielt organisiert und soll zu einer nachhaltigen, aber ebenso (im modernen Sinne) zweckmäßigen und gewinnbringenden Wiederbelebung bestimmter traditioneller Kulturelemente führen. Da ihre Entwicklung nicht von der breiten Bevölkerungsbasis einer Ethnie ausgeht, sondern von bestimmten Gruppierungen, regen sich bisweilen heftige Widerstände in den eigenen Reihen. Auf der einen Seite schürt beispielsweise die bewusste Abkehr von subsistenzwirtschaftlichen Tätigkeiten die Angst vor zunehmender Abhängigkeit von der staatlichen Wohlfahrt oder marktwirtschaftlichen Zwängen. Auf der anderen Seite möchten sich assimilierte Indigene häufig lieber von ihrer angeblich „primitiven und unterentwickelten“ Kultur distanzieren, statt sie wieder neu zu „erfinden“. Ein weiteres Konfliktfeld besteht in der unterschiedlichen Beurteilung der Authentizität der angestrebten Maßnahmen: Ist es authentisch, wenn sich eine Gruppe auf kulturell-religiöse Zustände beruft, die nach der Christianisierung bestanden oder auf eine historische Identität, die bereits kreolisiert ist?
Erst wenn das „Wiedererstarken“ der indigenen Identität von der Mehrheit der Ethnie mitgetragen wird, kann von einem durchgreifenden kulturellen Wandel, von einer „Renaissance der verdrängten Kultur“ gesprochen werden.
Ein eklatantes Beispiel für eine Re‑Indigenisierung sind die kolumbianischen Paez, eines der großen indigenen Völker Südamerikas. Sie leben auf 21 Reservaten in der schwer zugänglichen Andenregion Tierradentro. Als Reaktion auf die zunehmende Drogenkriminalität und damit einhergehende soziale Missstände entstand 1971 eine Re‑Indigenisierungsbewegung, die neben Kämpfen um Landrechte intensiv versucht, das ethnische Bewusstsein zu stärken. Die Bewegung geht von einer intellektuellen Elite aus, deren Ziel es ist, fremde Kulturelemente zu verbannen und das präkolumbische Erbe so weit wie möglich wieder zu beleben. Dies gilt sowohl für rituelle Revitalisierung der alten Religion und des Schamanismus, als auch für viele andere Kulturelemente. 1994 kam es zu einem verheerenden Erdbeben im südlichen Stammesgebiet, das den Prozess deutlich festigte und beschleunigte. Die Schamanen deuteten dies als Warnschuss der Mutter Erde und anderer numinoser Geistmächte, weil die Indianer dem kommerziellen westlichen Lebensstil gefolgt seien, der bereits große Schäden an der lebenssichernden Umwelt verursacht hätte.

## Traditionalismus: Gebremste Revitalisierung
Im Gegensatz zu „echten“ Revitalisierungen, die alle handlungsorientiert sind, aktiven Wandel verursachen und – in welcher Weise auch immer – angemessene Reaktionen auf die realen Verhältnisse darstellen, spricht man bei politischen Bewegungen, die vorwiegend ideologisch geprägt sind, von Traditionalismus. Auch hier entsteht durch die Konfrontation mit der Moderne eine Rückbesinnung auf vormalige Normen und Werte, wie bei der Indigenisierung durch bestimmte Bevölkerungsgruppen initiiert; jedoch aufgrund der folgenden Merkmale als irrationale politische Ideologie zu bewerten:
- Bezug auf „uralte Traditionen“, die jedoch in Wahrheit erdichtet, fehlgedeutet oder eingebildet sind
- Unreflektierte „Zementierung“ dieser angeblichen Traditionen ohne Abgleich mit den realen Verhältnissen
- Tradition zur Verschleierung tatsächlicher Interessen, zur Rechtfertigung bestimmter Handlungen und zur Sicherung von Machtpositionen
- Die Schuld für jegliche Fehlentwicklungen wird in aggressiver, propagandistischer Weise anderen Kulturen angelastet
- Revitalisierung ist aktiver Kulturwandel. Traditionalismus hingegen tendiert zum Stillstand.[29]

Solche Tendenzen ließen sich zum Beispiel im Iran nach dem Sturz des Schahs beobachten. Der Traditionalismus im Islam gilt als einer der wesentlichen Ursachen für den modernen Islamismus.